# Anatolij Poljakov
Anatolij Sergeevič Poljakov (in russo Анатолий Сергеевич Поляков?; Vorkuta, 10 maggio 1980) è un ex nuotatore russo.

## Carriera
Fortemente specializzato nella farfalla, si è laureato campione europeo sulla distanza dei 200 metri nel 2000.

## Palmarès
- Mondiali

Fukuoka 2001: bronzo nei 200m farfalla.
- Mondiali in vasca corta

Atene 2000: bronzo nei 200m farfalla.
- Europei

Istanbul 1999: bronzo nei 200m farfalla.
Helsinki 2000: oro nei 200m farfalla.
Berlino 2002: bronzo nei 200m farfalla.
Madrid 2004: bronzo nei 200m farfalla.
- Europei in vasca corta

Valencia 2000: argento nei 100m farfalla e bronzo nei 200m farfalla.
Antwerp 2001: bronzo nei 200m farfalla.